# Jean-Louis Borloo

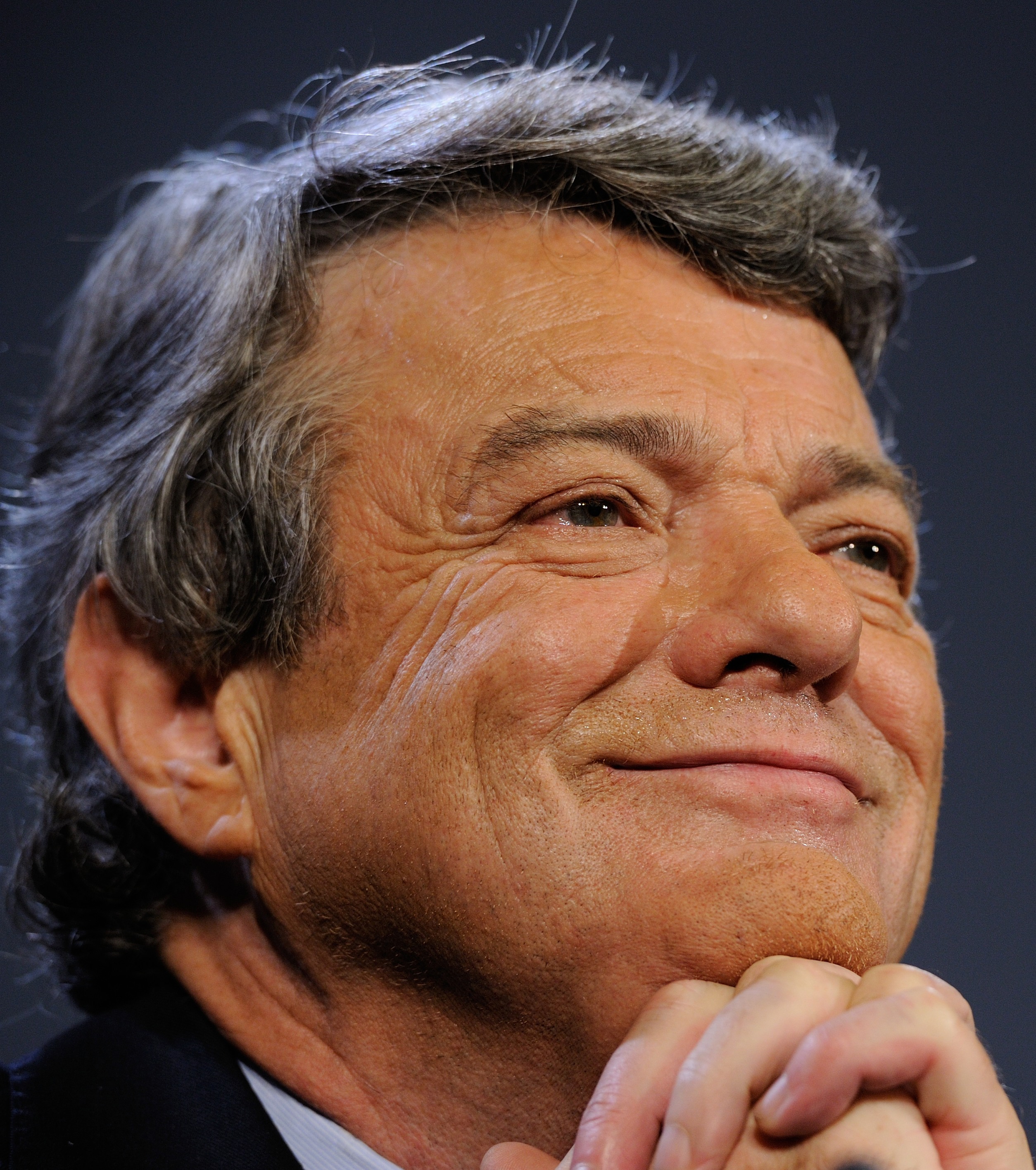
Jean-Louis Borloo, 2015.

Jean-Louis Borloo (Parijs 7 april 1951) is een Frans politicus. Hij was van 1989 tot 2008 burgemeester van Valenciennes en was minister in verschillende Franse regeringen.
Borloo studeerde filosofie, rechten, geschiedenis en economie.
Als voorzitter van Valenciennes FC maakte hij de sprong naar de politiek en werd hij in 1989 als onafhankelijke met 76% van de stemmen verkozen tot burgemeester van de stad. In datzelfde jaar werd hij ook verkozen in het Europees Parlement op de lijst van Simone Veil. In 1993 nam hij zitting in het Franse parlement.
In 1990 was hij mede-oprichter van de groene partij Génération Écologie. Later sloot hij zich aan bij de Union pour la Démocratie Française van François Bayrou. In 2002 schoof hij door naar de Républicains Radicaux et Radicaux-Socialistes binnen de UMP. Onder UMP-vlag werd hij in 2002 en in 2007 herkozen in het parlement. Tussen 2005 en 2007 was hij co-voorzitter van de Radicalen, samen met André Rossinot en in 2007 werd hij alleen voorzitter.
Hij bekleedde de volgende ministerposten:
- 2002-2004: minister van Grootstedenbeleid en Stedelijke vernieuwing in de regering van Jean-Pierre Raffarin
- 2004-2005: minister van Arbeid, Tewerkstelling en Sociale cohesie onder Raffarin
- 2005-2007: minister van Tewerkstelling, Sociale cohesie en Huisvesting in de regering van Dominique de Villepin
- mei-juni 2007: minister van Economie en Financiën in het kabinet van François Fillon
- sinds juni 2007: minister van Ecologie, Energie en Duurzame ontwikkeling

- Bibliothèque nationale de France: cb12078423k (data)
- Gemeinsame Normdatei: 12427336X
- International Standard Name Identifier: 0000 0000 7830 323X
- Library of Congress Control Number: n90694889
- Système universitaire de documentation: 029084881
- Virtual International Authority File: 79056830
- WorldCat: E39PBJqkbbh99cQR6cmRJFgR8C